# Frontprojektion
Die Frontprojektion (auch Aufprojektion genannt) wird genutzt, um künstliche Hintergründe bei Studioaufnahmen zu erzeugen, ähnlich der Rückprojektion oder der moderneren Bluescreen-Technik. Im Gegensatz zur Rückprojektion wird der Hintergrund nicht von hinten, sondern von vorne auf eine hochreflektierende Leinwand projiziert.
Der Projektor wird dabei im 90°-Winkel zur Kamera aufgebaut. Das Hintergrundbild wird dann von dem (mit dem Kameramotor synchronisierten) Projektor auf einen Halbdurchlässigen Spiegel geworfen, welcher im 45°-Winkel vor dem Kameraobjektiv angebracht ist und durch den hindurch die Szene gefilmt wird. Dadurch erfolgt eine genau axiale Projektion („aus Sicht der Kamera“), d. h. das projizierte Bild nimmt exakt die gleiche Remission wie das aufzunehmende Objekt zur Kamera.
Bei identischer Brennweiteneinstellung der Objektive von Kamera und Projektor sind bei der Frontprojektion keine Schatten zu sehen, da die Objekte – zumeist Schauspieler – vor der Leinwand zwar Schatten darauf werfen, diese aber nicht von der Kamera wahrgenommen werden können, da das Objekt in der Kamera genauso groß erscheint wie der dahinter liegende Schatten.
Allerdings entsteht damit – im Gegensatz zur Rückprojektion – auch zugleich ein nachteiliger Effekt: die projizierten Bilder erscheinen zwangsläufig auch auf den vor der Projektionsfläche befindlichen Aufbauten und/oder den agierenden Personen, auf deren Kleidung und – besonders störend – auf den Gesichtern.
Zur Abhilfe wurden höchstreflektierende Leinwände entwickelt. Diese mit einer speziell glänzenden, sehr hohen Silberkörnung beschichteten Lein- bzw. Metallwände sind regelrechte „Lichtsammler“, somit kann für die Projektion mit wesentlich weniger Lichtstärke gearbeitet werden, als für die Führungslichter der vorderen Objekte verwendet werden. Es entsteht das sogenannte „Aufpro-Phänomen“, ein doppelter Effekt, bei dem
- erstens die Bilder auf der Projektionswand im Hintergrund trotz schwächerem Projektionslicht auf dem exponierten (belichteten) Filmbild nicht dunkler aussehen, als die – in Relation stärker beleuchteten – Objekte/Personen im Vordergrund und
- zweitens die auf die Vordergrund-Objekte „geworfenen“ schwächeren Projektionsbilder durch geschickte Maßnahmen, wie eher hellere Garderobe, mattes Make-Up durch die damit verbundene Absorption (bisweilen auch durch Effekt-Lichtsetzung z. B. betonte Hinter-, Kanten- und Streiflichter), so unbedeutend werden, dass sie faktisch nur noch durch analytisches Betrachten entdeckt würden; in einem packenden Handlungsstrang (Plot) an dieser Stelle sind sie dann quasi „verschwunden“.

Die Nachteile dieses Verfahrens waren neben den sich ergebenden Einschränkungen in der Lichtsetzung vor allem eine durch die aufwändige, umständliche Handhabung der Apparaturen nicht mögliche Mobilität der Kamera/Projektor-Kombination (Kamerafahrten, Zooms). Allerdings waren, gerade mit den Anforderungen des aufkommenden Farbfilms, die Aufpro-Bilder wesentlich brillanter als die Rückpro-Bilder, wo der Hintergrund – seitenverkehrt – durch eine Mattscheibe (klein, meist nur Autoscheiben oder Zugfenster darstellend) oder durch eine sehr dünne Leinwand (sieht immer „matschig“ aus und die Projektionslampe, die ja ins Kameraobjektiv scheint, kommt als etwas hellerer Fleck in der Mitte) hindurchprojiziert werden musste. Bei der „Aufpro“ scheint das Licht der Projektionslampe nicht in die Optik und man kann – durch die Verwendung der feinkörnigen Projektionswände – auf wesentlich größere Flächen scharfe Bilder projizieren. Heute wird auch die Frontprojektion, bedingt durch die höhere Qualität und Einfachheit von Bluescreen- und Compositing-Verfahren, so gut wie nicht mehr eingesetzt.
Das bekannteste Beispiel für Frontprojektion ist der 1968 entstandene Science-Fiction-Film 2001: Odyssee im Weltraum, dessen Eingangssequenzen über die Anfänge der Menschheit ausschließlich im Studio mit Hilfe der Frontprojektion entstanden.